# 조동진
조동진(趙東振, 1947년 9월 27일 ~  2017년 8월 28일)은 대한민국의 싱어송라이터, 포크 팝 음악가이다.

## 생애
"한국의 고든 라이트풋"이라 불린 조동진은 서울에서 태어나 1966년 중앙대 연극영화과에 입학하였지만 2년차이던 1968년 중퇴를 하였고 그 전년도인 1967년 미8군 무대에서 재즈 록 밴드 "쉐그린"의 기타리스트 겸 보컬리스트로 가수 첫 데뷔, 이후 친구들과 같이 동두천등 미8군 무대를 밟았다. 미 8군 록 밴드에서 기타리스트와 작곡가로 활동하면서 음악을 시작했다. 1979년 1집 앨범 《조동진》(행복한 사람)으로 대중음악 분야에 정식 데뷔하여, 주로 포크 장르에서 활발한 활동을 하였다. 포크 그룹 '어떤날'의 멤버 조동익은 조동진의 친동생이다.
1집 앨범 《조동진》은 경향신문과 가슴네트워크가 선정한 '한국대중음악 100대 명반'에 선정되었다. 1982년 동아기획에서 1집 앨범이 다시 제작되었고, 1980년대 음반제작사인 '동아기획'에서 조동진의 영향을 받은 후배가수들이 앨범을 발매함으로써 '조동진 사단'이라는 말이 나오기도 했다. 2017년 8월 28일 방광암으로 졸도했다. (향년 70세)

## 학력
- 방산초등학교 졸업
- 대광중학교 졸업
- 대광고등학교 졸업
- 중앙대학교 연극영화학과 학사

## 앨범
- 1979년 1집 《조동진》 (행복한 사람)
- 1980년 2집 《조동진2》 (어느날 갑자기)
- 1985년 3집 《조동진3》 (제비꽃)
- 1990년 4집 《조동진4》 (일요일 아침)
- 1995년 5집 《조동진5》 (새벽안개)
- 2016년 6집 《나무가 되어》 (천사)
- 인기곡  나뭇잎 사이로

## 가족 관계
영화감독인 조긍하는 조동진의 아버지이며, 조동진의 형은 조동완이고 음악활동을 하고 있는 조동익과 조동희는 조동진의 동생이다. 배우자는 김남희이다.
- 아버지 : 조긍하(1919년 8월 16일 ~ 1982년 1월 28일)
- 배우자 : 김남희
- 형 : 조동완
- 동생 : 조동익(1960년 3월 16일 ~ )
- 동생 : 조동희(1973년 4월 25일 ~ )

## 수상
- 2018년  제9회 대한민국 대중문화예술상  은관문화훈장

## 참조
1. ↑  [추억의 LP 여행] 조동진(上) 《주간한국》, 2004년 7월 14일 작성
2. ↑  '조동진 1집 행복한 사람' 1979년 대도레코드 《주간한국》, 2008년 4월 25일 작성
3. ↑  대중음악 100대 명반 - 39위 조동진 ‘조동진’《경향신문》, 2008년 1월 10일 작성
4. ↑  김영 "최고 음악인은 김현식" 《세계일보》, 2005년 11월 18일 작성
5. ↑  신현준 (2006년 7월 2일). “아픈 영혼에 행복 주던 '얼굴 없는 가수'”. 한겨레.
6. ↑  “<슈퍼스타> 조동희 음악감독, 포크음악 대부 조동진 친동생 - 2012년 5월 29일 맥스뉴스”. 2016년 3월 4일에 원본 문서에서 보존된 문서. 2012년 8월 28일에 확인함.